# Norvégia a Junior Eurovíziós Dalfesztiválokon
Norvégia három alkalommal vett részt a Junior Eurovíziós Dalfesztiválon.
A norvég műsorsugárzó a Norsk rikskringkasting, amely 1950 óta tagja az Európai Műsorsugárzók Uniójának, és 2003-ban csatlakozott a versenyhez.

## Története

### Évről évre
Norvégia egyike annak a tizenhat országnak, melyek részt vettek a legelső, 2003-as Junior Eurovíziós Dalfesztiválon. Ekkor és a következő évben is a tizenharmadikak lettek, amely az eddigi legrosszabb helyezésük. Legjobb eredményük a harmadik hely, amelyet 2005-ben értek el.
A norvég műsorsugárzó 2006-ban visszalépett a versenytől, és azóta sem tért vissza. 2024. január 7-én megerősítették, hogy a következő évben valószínű, hogy az ország visszatér a versenyre.

### Nyelvhasználat
Norvégia három versenydala teljes egészében norvég nyelven hangzott el.

## Résztvevők
| Év   | Előadó       | Dal                     | Magyar fordítás      | Helyezés | Pontszám |
| ---- | ------------ | ----------------------- | -------------------- | -------- | -------- |
| 2003 | 2U           | Sinnsykt gal forelsket  | Őrülten szerelmesen  | 13.      | 18       |
| 2004 | @lek         | En stjerne skal jeg bli | Csillag leszek       | 13.      | 12       |
| 2005 | Malin Reitan | Sommer og skolefri      | Nyár és nincs iskola | 3.       | 123      |
|      |              |                         |                      |          |          |

## Szavazástörténet

### 2003–2005
| Hely | Ország             | Pont |
| ---- | ------------------ | ---- |
| 1.   | Dánia              | 32   |
| 2.   | Horvátország       | 25   |
| 3.   | Fehéroroszország   | 20   |
| 4.   | Spanyolország      | 20   |
| 5.   | Románia            | 14   |
| 6.   | Belgium            | 12   |
| 7.   | Egyesült Királyság | 11   |
| 8.   | Görögország        | 8    |
| 9.   | Svédország         | 8    |
| 10.  | Hollandia          | 7    |

| Hely | Ország             | Pont |
| ---- | ------------------ | ---- |
| 1.   | Dánia              | 22   |
| 2.   | Svédország         | 21   |
| 3.   | Spanyolország      | 13   |
| 4.   | Lettország         | 11   |
| 5.   | Hollandia          | 10   |
| 5.   | Málta              | 10   |
| 7.   | Egyesült Királyság | 8    |
| 8.   | Belgium            | 6    |
| 8.   | Fehéroroszország   | 6    |
| 8.   | Észak-Macedónia    | 6    |

Norvégia még sosem adott pontot a következő országoknak: Lengyelország és Málta
Norvégia még sosem kapott pontot a következő országoktól: Franciaország, Lengyelország és Svájc

## Rendezések

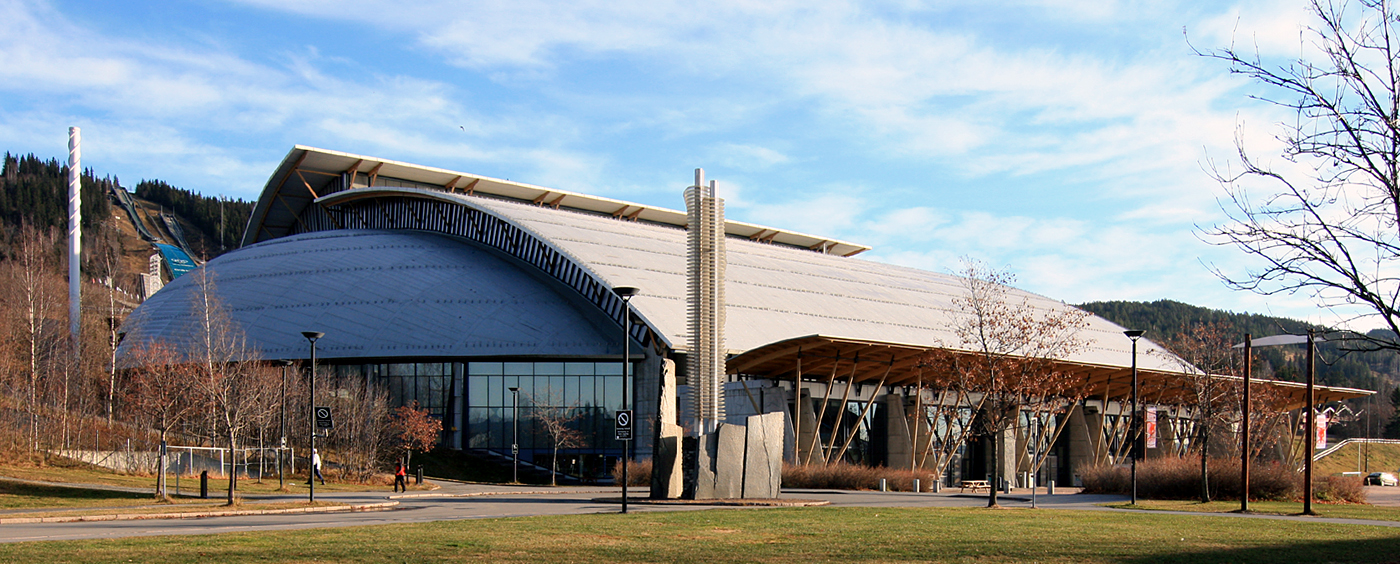
A verseny helyszíne, a Håkons Hall

Az EBU 2003 májusában bejelentette, hogy a következő évben az Egyesült Királyságban rendezik meg a dalversenyt. Nem sokkal a koppenhágai verseny után kiderült, hogy a szigetországon belül Manchesterben fogják megrendezni a második kiadást. 2004 májusában az ITV pénzügyi és szervezési problémák miatt elállt a rendezéstől. Ezután az előző év győztese, Horvátország kapta meg a rendezés jogát, de a helyszín már foglalt volt a gyermek verseny tervezett időpontjára. Végül öt hónappal a verseny kezdete előtt az NRK felajánlotta, hogy megrendezi a versenyt.
A verseny pontos helyszíne így a Lillehammerben található Håkons Hall volt, amely 11 500 fő befogadására alkalmas A verseny műsorvezetői Nadia Hasnaoui és Stian Barsnes Simonsen voltak. Összesen 18 ország volt jelen a versenyen, beleértve Franciaországot és Svájcot, melyek első alkalommal vettek részt.
| Év   | Város       | Helyszín    | Műsorvezetők                           | Résztvevők |
| ---- | ----------- | ----------- | -------------------------------------- | ---------- |
| 2004 | Lillehammer | Håkons Hall | Nadia Hasnaoui, Stian Barsnes Simonsen | 18         |

## Háttér
| Év        | Rendező     | Kommentátor                                      | Pontbejelentő                                    |
| --------- | ----------- | ------------------------------------------------ | ------------------------------------------------ |
| 2003      | Koppenhága  | Stian Barsnes-Simonsen                           | Benna Jimm                                       |
| 2004      | Lillehammer | Jonna Støme                                      | Ida Margrete Rinde Sunde                         |
| 2005      | Hasselt     | Nadia Hasnaoui                                   | Karoline Wendelborg                              |
| 2006–2023 | 2006–2023   | Nem vettek részt és nem közvetítették a versenyt | Nem vettek részt és nem közvetítették a versenyt |

## Galéria

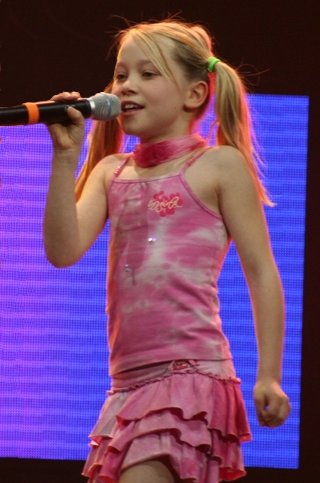
Malin Reitan Hasseltben (2005)

## Lásd még
- Norvégia az Eurovíziós Dalfesztiválokon
- 2004-es Junior Eurovíziós Dalfesztivál